# 福屋八丁堀本店
福屋八丁堀本店（ふくやはっちょうぼりほんてん）は、広島市中区胡町にある百貨店。
広島県地盤の百貨店福屋の文字通り本店であり、広島市における地域一番店である。広島市の中心市街地である八丁堀地区に位置しており、そごう広島店と共に広島を代表する百貨店の一つとして知られる。

## 概要
売場面積28,620m2、地上12階・地下3階。
1929年（昭和4年）8月に開業した福屋が、1938年（昭和13年）に現在地に新店舗として開館。店舗棟は本館・東館・南館からなり、相生通りを挟んで反対側が事務所棟の別館となる。本館は1945年（昭和20年）原爆により被爆しており、現存する被爆建物の一つである。
現在東館がある敷地には、東館が出来る前には松竹系の映画館の建物があり、1975年（昭和50年）6月1日に福屋と映画館の複合建物になった。建物が出来たことで店舗面積が約20,200m2から約24,000m2に拡張された。東館開館当初は、1階から4階を福屋として使い、福屋の店舗スペースは狭かったが、順次現在の面積に拡張された。5階以上は、当初は西武百貨店、のちに阪急ファイブが出店する予定があったが取りやめになり、しばらくは会議場として使われ、その後福屋の売り場になった。
東館が開店した同日は、そごう広島店・天満屋広島店（現・天満屋八丁堀ビル）・三越広島店が店舗拡大を行っており、同月21日にはハイライフプラザ第一産業本店（現・エディオン広島本店 本館）が開店している。
2011年（平成23年）10月13日には東館9階に、その高層立地を生かし自然光を取り入れた撮影ができる「福屋八丁堀本店写真室」がオープンした。
店舗のある場所は、西側には広島金座街商店街、南側はえびす通り商店街に接している。また、東側は中央通りを挟んで天満屋八丁堀ビル・三越広島店がある。また北側は相生通りを挟んで福屋別館のほかに、ハンズ広島店がある。

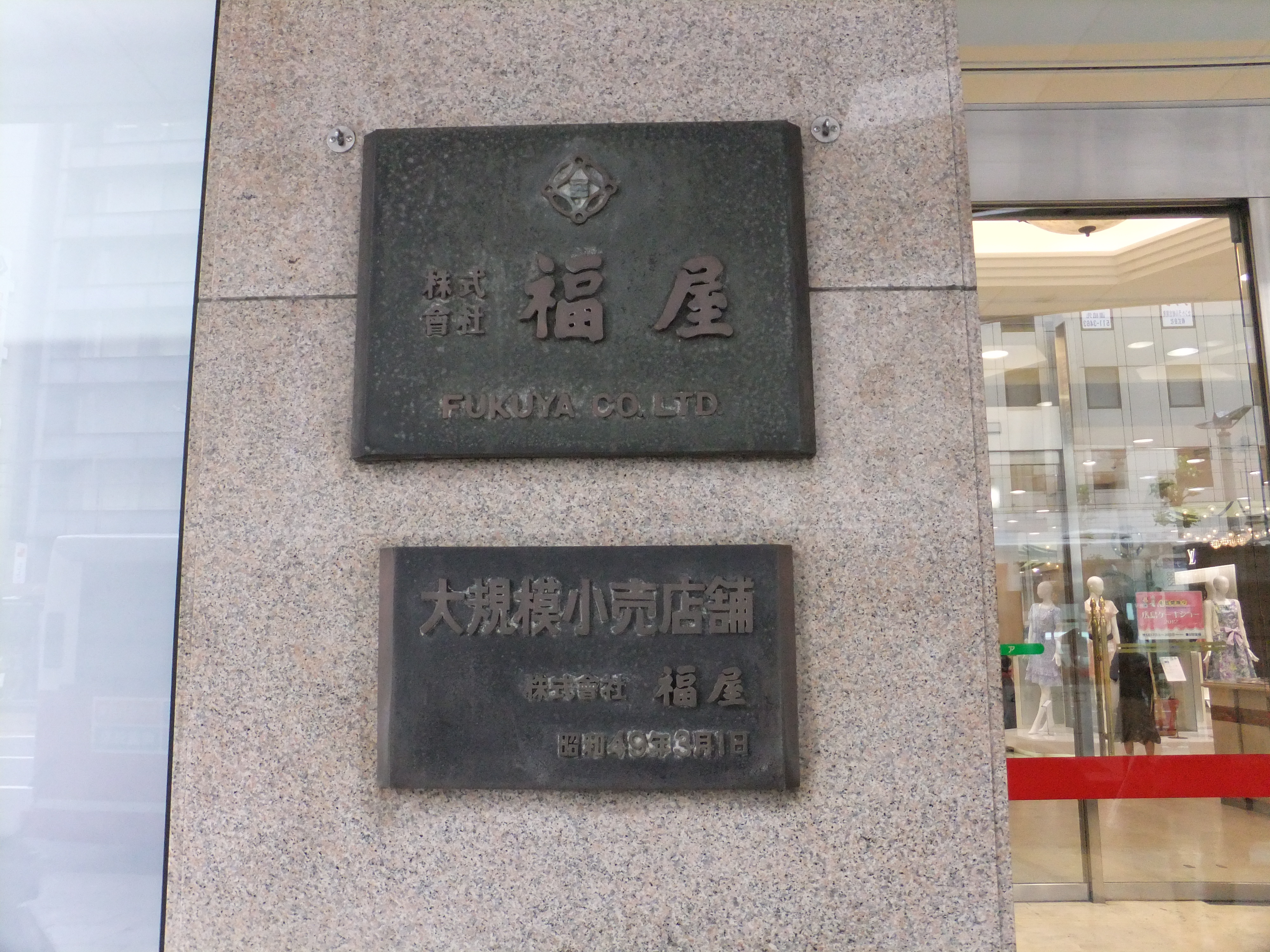
『大規模小売店舗を設置する者』の看板
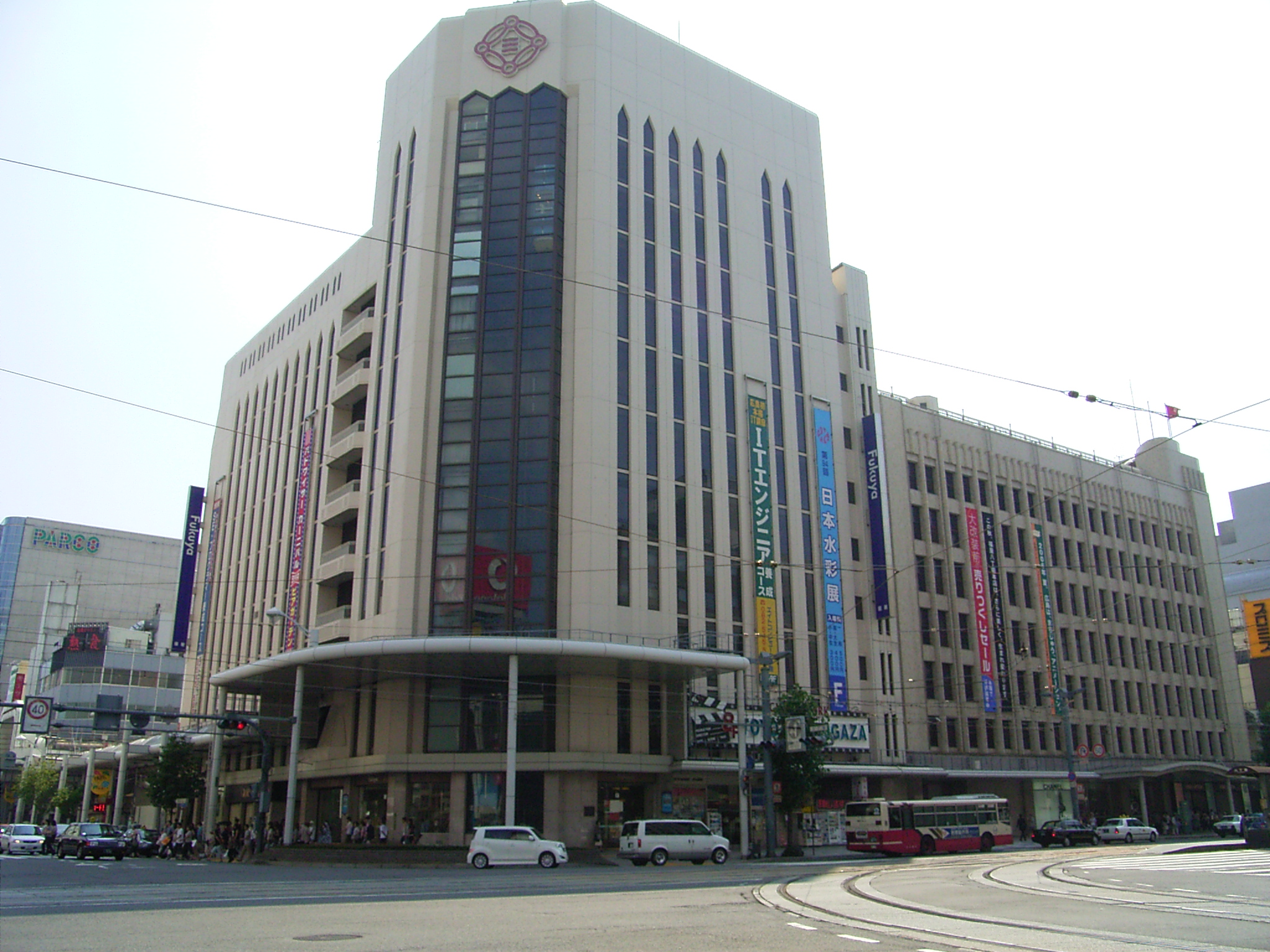
松竹入居時代の東館

## 館内
店舗内に設置されていた広島福屋内郵便局は2020年10月1日に廃止された（取扱業務は広島胡町郵便局に承継）。
- 9階 - レストラン街・屋上庭園・写真室
- 8階 - 玩具・子供服・かばん・スポーツ用品
- 7階 - サービスロビー・インテリア雑貨
- 6階 - 食器・家庭雑貨と家電（エディオン八丁堀ショップ）
- 5階 - 紳士服・靴とゴルフ
- 4階 - 婦人服・ナイティ・下着
- 3階 - 婦人服
- 2階 - 婦人服・靴
- 1階 - 化粧品・婦人雑貨
- B1階 - 食料品(デパ地下)

## 映画館

### 松竹東洋座・広島名画座
東館のある地には、2008年（平成20年）まで100年近くにわたり松竹系の映画館があった。東館8階には、松竹系封切館の『松竹東洋座』と、独立系の封切などを主に上映した『広島名画座』が設けられた。東館全面開館に先駆けて、1975年（昭和50年）4月26日12時開場、12時30分に上映開始した。広島県内で唯一の松竹系の映画館だったが、2008年（平成20年）4月30日に閉館した。
松竹東洋座は1916年（大正5年）に創設した「日本館」が前身。1950年（昭和25年）に改築し「東洋座」と改称。美空ひばりなどの歌謡ショーが行われていた時期もあった。その後松竹の封切館となり「男はつらいよ」シリーズを筆頭とした数々のヒット作を上映してきた。以前の建物は1972年（昭和47年）11月まで使われた。閉館期間中は広島スカラ座が、松竹の封切館業務を行っていた。
広島市内の松竹系作品上映は広島バルト11および109シネマズ広島が引き継いでいる。
松竹東洋座の閉館後、しばらくはそのままの状態で空き家だったが、2010年（平成22年）に序破急により映画館「八丁座」にリブランドされた。

広島駅ビルの建替え後の新駅ビルに松竹マルチプレックスシアターズ運営のシネマコンプレックスが2025年春開業予定。広島市内に約17年ぶりの松竹系映画館の復活となる予定。

## 備考

### 建物来歴
本館は1936年（昭和11年）5月着工、1938年（昭和13年）4月竣工。設計は渡辺仁、施工は藤田組（現フジタ）。竣工当時は鉄骨鉄筋コンクリート構造地上8階地下2階、建物面積延3,322坪。当時としては珍しく全舘冷暖房設備され、外装は淡黄色のテラコッタを貼るなど、豪華な建物で「白亜の殿堂」と持てはやされた。
太平洋戦争に入ると堅牢な建物のため大日本帝国陸軍に接収され売り場は縮小、建物の殆どが陸軍や国の出先機関で占めるようになった。戦争末期には、外面全体に空襲対策として黒褐色のペンキで塗られている。以下、当時入っていた主な機関である
- 8階 - 福屋事務所[10]
- 7階 - 逓信省広島貯金支局分室[11]、福屋店舗[9]
  - 中2階 - 福屋店舗[9]
- 6階 - 運輸通信省海運局[10]
- 5階 - 広島貯金局[12]
- 4階 - 金属回収株式会社[13]
- 3階 - 広島県木材統制株式会社[14]
- 2階 - 逓信省西部逓信総局（当時開設準備中）[15]
- 1階 - 中国地方総監府軍需監理局[9]
- B1階 - 広島県食料営団経営雑炊食堂[16]
- B2階 - 逓信省広島中央電話局電話処置局[17]

1945年（昭和20年）8月6日被爆、爆心地から約710mに位置した。爆風と熱風により窓は吹き飛ばされ外郭を残して内部全焼した。従業員の被爆死は31人、うち店内3人。同月8日から臨時野戦病院として、同月17日から約1ヶ月間2・3階が市により臨時伝染病病院（当初原爆症は赤痢だと勘違いされていた）として使用された。終戦後、2階はGHQにより接収された。

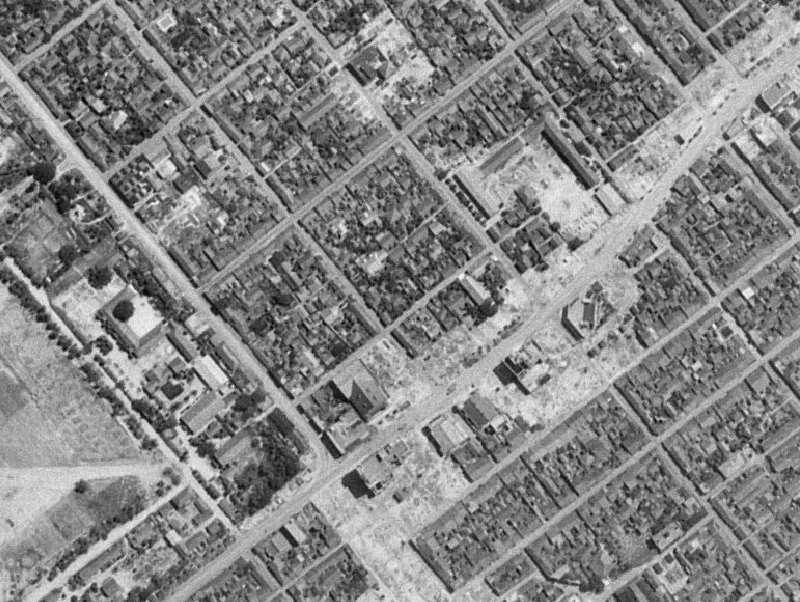
被爆前の八丁堀周辺。米軍撮影。横断する道路が相生通りであり、福屋は写真中央下の太い道の十字路にあるビル。
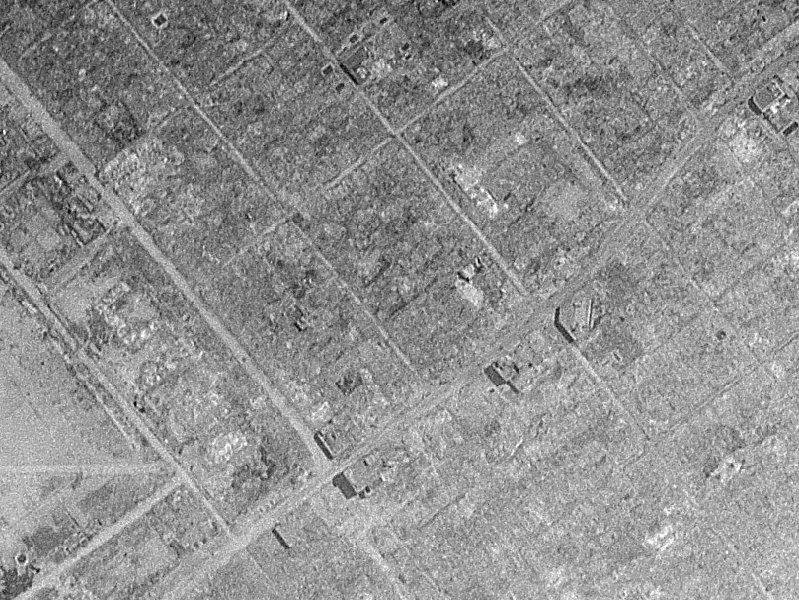
被爆後の八丁堀周辺。
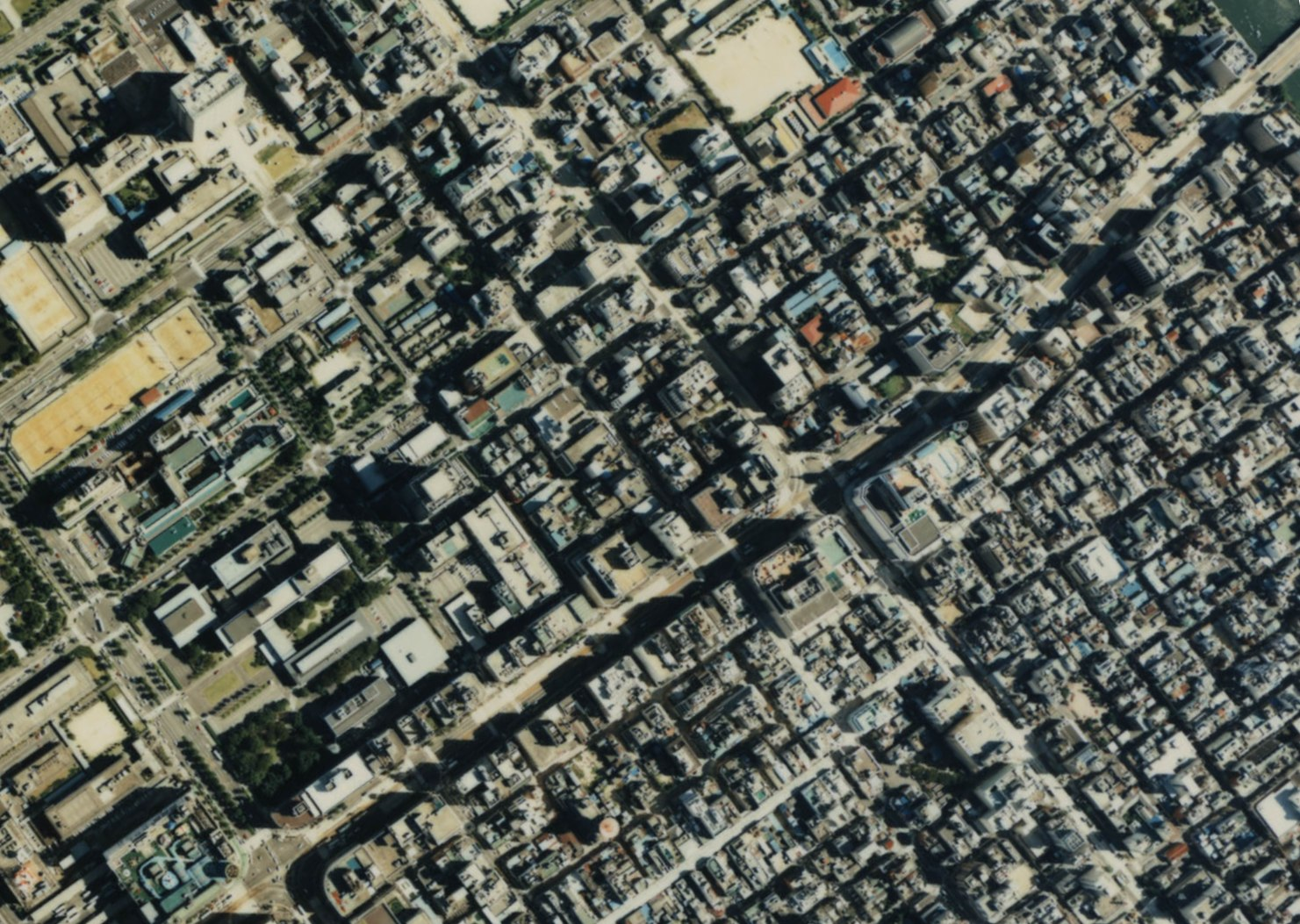
1988年国土交通省 国土地理院 地図・空中写真閲覧サービスの空中写真を基に作成。写真中央付近が八丁堀交差点。なお米軍撮影写真に合わせ傾けている。

同年10月頃から復興開始し、翌1946年（昭和21年）元旦から1階の一区画で「立ち飲み屋」を開店し営業再開した。同年2月には1階全部を業者に賃貸し、食料品・仏壇・陶器などを扱う業者が開業した。
1950年（昭和25年）進駐軍接収解除、1953年（昭和28年）6月全面復旧、1956年（昭和31年）10月第1次増床、1964年（昭和39年）10月第2次増床、1972年（昭和47年）9月に以前あった富士銀行の敷地を使い第3次増改修工事が行われ、外装のテラコッタも復元された。被爆したテラコッタの一部は、現在道路向かいの福屋別館に保存されている。
1974年（昭和49年）本館第4次増床工事（東館が開館）。2008年（平成20年）9月に南館が開館し、現在の地上12階地下3階の建物となった。
現在、八丁堀交差点を挟んだ対面に、市により原爆被災説明板が設置されている。

### ズレ

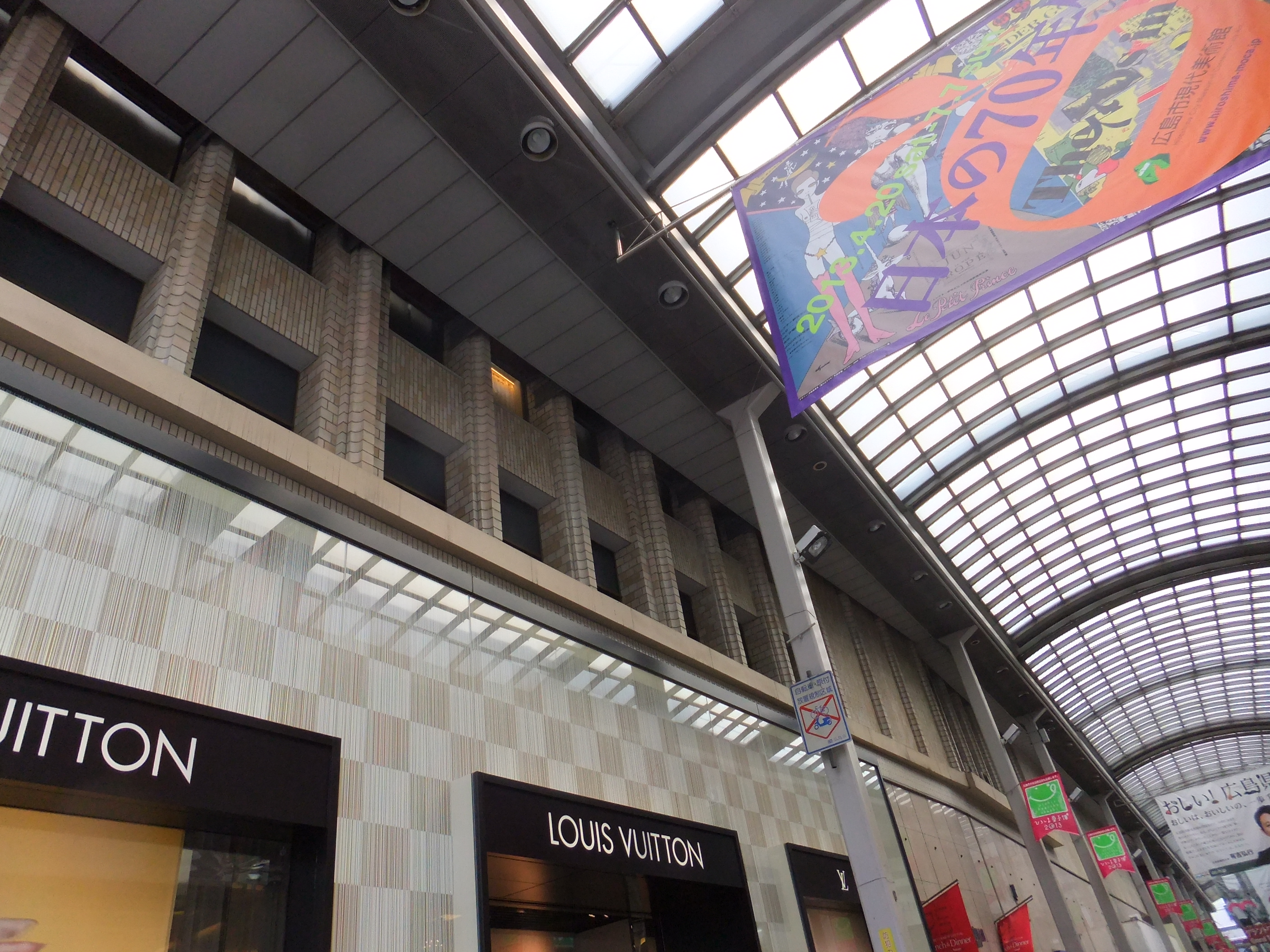
金座街商店街側より撮影。戦前建築部分とアーケードにズレが生じている

上記の通り、本館の一部のみが戦前に、他が戦後に建てられた。その本館の一部は正面の相生通りに対して平行ではなくズレた状況で建っている。
これは建てられた当時の相生通りに対して平行に建てられたためで、戦後に通りを拡幅した際にズレる形となった。なお戦前の相生通りは広島城の外堀を埋め立てて整備されたものであることから、本館は広島城の旧外堀に対して平行に建っていることになる。

## アクセス
- バス
  - 八丁堀バス停

- 広島電鉄
  - 広島電鉄本線・八丁堀停留場下車

## 参考資料
- 広島原爆戦災誌 - 広島平和記念資料館平和データベース。広島原爆戦災誌のpdfファイルが閲覧できる。
- 原爆被災説明板 - 広島市
- ひろしま戦前の風景 - 中国放送(RCC)。開業当時の福屋と、開館当時の現在の福屋本館の映像がある。
- 福屋百貨店